# Lars Larsen (møbelfabrikant)
 Der er flere personer med dette navn, se Lars Larsen (flertydig).
Lars Larsen (født 31. januar 1821 i København, død 28. december 1902 sammesteds) var en dansk møbelfabrikant og politiker.

## Erhvervsvirksomhed
Han var født i København, hvor hans fader, Jørgen Larsen (Andebølle), var kongelig kusk; moderen var Karen Marie
f. Nielsen. Forældrene døde tidligt, og kort før sin konfirmation kom Larsen i sadelmagerlære; han blev svend 1840 og drog så straks til Tyskland, hvor han arbejdede i Stettin, Leipzig og Dresden, men navnlig i Berlin. En tvungen deltagelse i gadekampen 1848 i denne by havde nær kostet ham livet, men det var dog først Danmarks kamp mod oprørerne i Hertugdømmerne, der kaldte ham tilbage til fødelandet, idet han blev frivillig i Treårskrigen. Efter som håndværker at have gjort tjeneste i Arbejdskompagniet blev han 1849 værkfører hos hofstolemager C.B. Hansen, og med eget borgerskab ledede han fra 1853 selvstændig tapetsererværkstedet hos denne, hvis datter Claudine Marie (8. januar 1835 – 10. december 1893, født og død i København) han ægtede 19. november 1853 i Holmens Kirke. Sammen med sin svoger Charles Hansen overtog han 1867 hele C.B. Hansens Etablissement, som han med prædikatet hofmøbelfabrikant var medindehaver af til januar 1894. Forretningen var i denne tid stadig voksende, og den deltog med ære i en række udstillinger fra 1872 i København til verdensudstillingen 1893 i Chicago.

## Virke i foreningslivet
Han var imidlertid ikke alene virksom i sin forretning. Da Foreningen for Lærlingers Uddannelse 1874 var stiftet, blev han dens formand, hvad han stadig senere har været. Som sådan udvirkede han oprettelsen af Lærlingeforeningens lotteri (1877), hvad der igen gjorde, at han, da man ikke ønskede at forny de enkelte industrilotteriers koncessioner, var virksom for dannelsen af et almindeligt dansk vare- og industrilotteri (1886), for hvis forretningsudvalg han blev formand. Lotterioverskuddet blev for Lærlingeforeningens vedkommende navnlig anvendt til oprettelsen af et lærlingeplejehjem (1882) og Arbejderalderdomshjemmet Fredenshus (1895). I Fællesrepræsentationen for dansk Industri og Haandværk, som han havde sæde i fra dens stiftelse i 1879, arbejdede han desuden for oprettelsen af et svendehjem i København. Hele hans offentlige virksomheds karakter lå i arbejdet for disse 3 hjem, men selvfølgelig kom den frem på endnu flere steder: I Københavns Industriforening, som han på forskellig måde var knyttet til siden 1875, i Den broderlige Arbejderklasses Hjælpeforening, i Københavns Fængselsselskab osv. Fra 1876-89 var han også medlem af Københavns Borgerrepræsentation, og endelig må det nævnes, at han fra sin stilling i Københavns Borgervæbning, som han i 1870 forlod ved dens omdannelse, bar titlen kaptajn. Han blev Ridder af Dannebrog 1881 og Dannebrogsmand 1882. Larsen døde 28. december 1902.
Han er begravet på Holmens Kirkegård.
Lars Larsen er malet som barn. Der findes også en buste, xylografier fra 1877, 1881 og 1895 og et fotografi af Adolph Lønborg.